# معركة شوشا 2020
معركة شوشا (بالأرمينية: Շուշիի ճակատամարտ) (بالأذرية: Şuşa döyüşü; Şuşa uğrunda döyüş) وتعرف عند الأذريين أيضا باسم تحرير شوشا (بالأذرية: Şuşanın azad edilməsi; Şuşanın qurtuluşu) كانت معركة بين القوات المسلحة لأذربيجان وجمهورية أرتساخ التي تحظى بدعم أرمينيا، للسيطرة على مدينة شوشا، خلال حرب مرتفعات قرة باغ 2020
شوشا، والتضاريس الجبلية المحيطة بها، هي واحدة من أكثر المواقع أهمية من الناحية الاستراتيجية في منطقة ناغورنو كاراباخ المتنازع عليها. حتى منتصف القرن التاسع عشر، كانت المدينة تعتبر المركز الثقافي والسياسي للسكان الأذربيجانيين، بينما بالنسبة للأرمن، كانت بمثابة العمود الفقري للدفاع داخل آرتساخ، وربط العاصمة ستيباناكيرت ببلدة غوريس في أرمينيا عبر ممر لاتشين. استولت أرمينيا على المدينة في عام 1992، خلال حرب ناغورني كاراباخ، واضطر سكانها ذوو الأغلبية الأذربيجانية إلى الفرار.

## خلفية

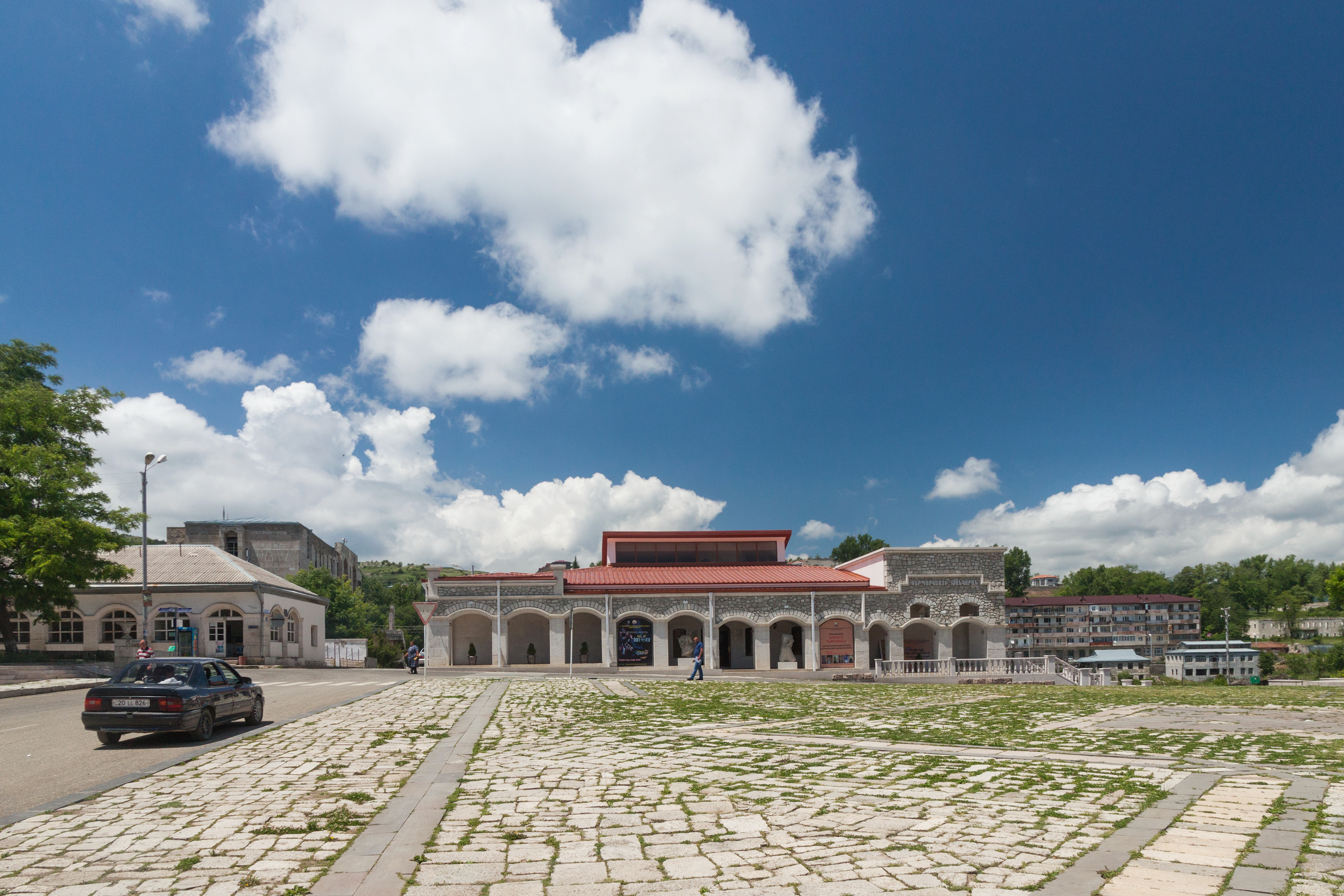
ساحة مدينة شوشا في عام 2014

شوشا، التي يسميها الأرمن شوشي، هي ثاني أكبر مدينة في ناغورني قره باغ (أرتساخ)، جنوب القوقاز. هي بحكم القانون جزء من مقاطعة شوشا في أذربيجان، على الرغم من أنها كانت تحت سيطرة جمهورية أرتساخ غير المعترف بها منذ نهاية حرب ناغورني قرة باغ في عام 1994، كجزء من مقاطعة شوشي. تقع المدينة على ارتفاع 1300 - 1600 متر فوق مستوى سطح البحر، حوالي 15 كيلومتر (9.3 ميل) من العاصمة الإقليمية ستيباناكيرت ((بالأذرية: Xankəndi)‏). المستوطنتان منفصلتان بوادي، وقد وُصفت شوشا، الواقعة في منطقة جبلية تطل على المنطقة، بأنها «ارتفاع استراتيجي يمكن من خلاله السيطرة على ناغورنو كاراباخ». يشار إلى المدينة الإستراتيجية على أنها قلعة جبلية «لا يمكن تعويضها» من قبل الأرمن والأذربيجانيين. طريق رئيسي يربط غوريس في مقاطعة سيونيك، جنوب أرمينيا، بستباناكيرت يمر عبر ممر لاتشين عبر شوشا، الطريق الرئيسي فقط آخر يربط أرمينيا قره باغ الجبلية يمر عبر جبال موروفداغ في شمال منطقة كلباجار.
في عام 1923، أثناء الحكم السوفيتي، تم إنشاء إقليم مرتفعات قره باغ ذاتي الحكم، مع اختيار شوشا، وهي مدينة يغلب عليها السكان الأذريين، كمركز إداري لها. في فبراير 1988، صوتت حكومة إقليم ناغورنو كاراباخ المتمتع بالحكم الذاتي ذو الأغلبية الأرمينية لصالح الانفصال عن أذربيجان والتوحيد مع أرمينيا، مما أدى إلى نزاع عرقي وإقليمي أوسع بين الأرمن والأذربيجانيين الذين يعيشون في الاتحاد السوفيتي. بعد انهيار الاتحاد السوفيتي في عام 1991، تنافس الأرمن والأذربيجانيون للسيطرة على قرة باغ وتصاعد القتال إلى حرب شاملة بحلول أوائل عام 1992. بحلول ذلك الوقت، كان الإقليم الحبيس قد أعلن استقلاله وشكل حكومة غير معترف بها. في 8 مايو 1992، استولت القوات الأرمينية على شوشا، واضطر سكانها الأذربيجانيون، الذين شكلوا 85.5 ٪ من سكان المدينة في عام 1979، إلى الفرار.
المدينة لها أهمية سياسية وثقافية لكل من الأرمن والأذربيجانيين. تتمتع شوشا بأهمية ثقافية خاصة للأذربيجانيين، الذين يعتبرون المدينة عاصمتهم التاريخية في المنطقة. وصف الرئيس الأذربيجاني إلهام علييف مرارًا بأن استعادة المدينة بأنها أحد الأهداف الرئيسية للحرب. في مقابلة في 16 أكتوبر مع التلفزيون التركي، قال علييف إنه «بدون شوشا ستكون قضيتنا غير منتهية»، بينما وصف رئيس أرتساخ، أرايك هاروتيونيان، شوشا بأنها «واحدة من أعظم موروثاتنا التي ورثناها عن أسلافنا». على الرغم من الأهمية الرمزية للمدينة، ذكر المحلل الأذربيجاني في مجموعة الأزمات الدولية زاور شيرييف أنه لا يزال من غير الواضح ما إذا كان الاستيلاء على شوشا هدفًا عسكريًا أم سياسيًا.

## المقدمة
في 27 سبتمبر 2020، اندلعت الاشتباكات في منطقة ناغورني قرة باغ المتنازع عليها، والتي تسيطر عليها بحكم الأمر الواقع جمهورية أرتساخ المعلنة وغير المعترف بها، ولكنها بحكم القانون جزء من أذربيجان. تقدمت القوات الأذربيجانية في البداية في منطقتي فضولي وجبرائيل، وأخذت مراكزها الإدارية الخاصة. من هناك تقدموا باتجاه حدروت. بعد السيطرة على حدروت حوالي 15 أكتوبر، توغلت القوات الأذربيجانية في منطقة شوشا.
تعرضت شوشا لقصف مدفعي متقطع منذ بداية الحرب. في 8 أكتوبر / تشرين الأول، ورد أن كاتدرائية غزانتشوتسوت في شوشا تعرضت للقصف وتعرضت لأضرار جسيمة. في 17 أكتوبر، أفادت الأنباء أن شوشا تعرضت للقصف فجراً. في 25 أكتوبر، ذكرت سلطات أرتساخ أن القوات الأذربيجانية قصفت عدة قرى في مقاطعة أسكيران، بالقرب من شوشا. في 28 أكتوبر، صرحت أرتساخ أن القوات الأذربيجانية تقصف شوشا والوضع في شانقجي «متوتر»؛ نفت أذربيجان قصف شوشا. في 29 أكتوبر، صرحت وزارة الدفاع الأرمينية أن الاشتباكات كانت تدور في شانقجي، على بعد عدة كيلومترات جنوب شرق شوشا، وصرح رئيس أرتساخ، أرايك هاروتيونيان، أن القوات الأذربيجانية كانت بالفعل 5 كيلومتر (3.1 ميل) من شوشا. في 30 أكتوبر، ورد أن اشتباكات اندلعت بالقرب من شوشا. في 30 أكتوبر، أفاد مراسل وكالة أنباء الشبكة الأبخازية أنه سُمع دوي انفجارات كبيرة بالقرب من شوشا وستيباناكيرت. في 31 أكتوبر، ذكرت سلطات أرتساخ أن شوشا تعرضت مرة أخرى للقصف. في 2 نوفمبر، أفادت وزارة الدفاع الأرمينية عن وقوع اشتباكات عنيفة بالقرب من شوشا.

## المعركة
في 4 نوفمبر، أفادت السلطات الأرمينية أن الاشتباكات استمرت بالقرب من شوشا. في وقت لاحق، أغلقت القوات الأرمينية طريق شوشا لاتشين في وجه المدنيين،  محاصرة 80 صحفيًا داخل الإقليم الحبيس، وفقًا لمراسلون بلا حدود. ذكرت السلطات الأرمينية أن شوشا تعرضت لقصف مكثف في صباح يوم 5 نوفمبر، وأن الاشتباكات استمرت في اليوم التالي. في 6 نوفمبر، ذكرت صحيفة لوموند أن المعركة تحولت لصالح أذربيجان، على الرغم من إنكار آرتساخ. في اليوم التالي، فر آلاف الأرمن من شوشا وستيباناكيرت المجاورة. ذكرت السلطات الأرمنية أن قتال عنيف اندلع خلال الليل بالقرب من شوشا، وادعت أيضًا أنه تم إحباط العديد من الهجمات الأذربيجانية؛ ونفت أذربيجان ذلك. في 8 نوفمبر، أعلن إلهام علييف أن القوات الأذربيجانية سيطرت على المدينة. نفت السلطات الأرمينية ذلك في 8 و 9 نوفمبر / تشرين الثاني، قائلة إن القتال مستمر داخل وخارج المدينة. في 9 نوفمبر، أصدرت وزارة الدفاع الأذربيجانية شريط فيديو من المدينة، يؤكد السيطرة الأذربيجانية الكاملة. بعد ذلك، اعترفت سلطات أرتساخ بأنها فقدت السيطرة على شوشا. ومع ذلك، بدا أن رئيس الوزراء الأرمني نيكول باشينيان يناقض ذلك، مشيرًا إلى أن المعركة مستمرة؛ كررت وزارة الدفاع الأرمينية هذا الادعاء لاحقًا. ومع ذلك، في 10 نوفمبر، بعد توقيع معاهدة السلام، تبين أن آرتساخ قد فقدت السيطرة على المدينة في 7 نوفمبر.

## الخسائر

### الأرمينية
ولم تعلق أرمينيا على خسائرها العسكرية في المعركة. على الرغم من ذلك، زعم موقع أذربيجان ديلي، وهو موقع تابع للحكومة الأذربيجانية ومقره باكو، نقلاً عن مصادر عسكرية، أن أكثر من 800 جثة لجنود أرمن قد تركت في المدينة، وأن وزارة الدفاع الأذربيجانية قد ناشدت وزارة الدفاع الأرمنية.لنقل هذه الجثث إلى الجانب الأرمني.

### الأذربيجانية
لم تكشف أذربيجان عن خسائرها العسكرية منذ بداية الحرب. ومع ذلك، زعمت السلطات الأرمنية أن 200 جندي أذربيجاني على الأقل قتلوا خلال المعركة.

## بعد المعركة
كانت المعركة نقطة رئيسية في حرب قرة باغ عام 2020، واعتبرت بمثابة ضربة كبيرة من قبل كل من الجيش الأرميني والمجتمع الأرمني. بعد يومين من المعركة، أعلن رئيس وزراء أرمينيا، نيكول باشينيان، عن توقيع معاهدة سلام مع أذربيجان. وفقًا للعالم السياسي الأرميني سورين سركسيان، كان من الصعب على الأرمن فهم تداعيات خسارة شوشا. وأضاف سركسيان أن ذلك سيؤدي إلى مطالبة المعارضة الأرمينية بتغيير الحكومة. في المقابل، أدى إعلان الرئيس الأذربيجاني إلهام علييف السيطرة على المدينة إلى الاحتفال بين الأذربيجانيين، مع التلويح بالعلم والغناء وإطلاق أبواق السيارات في باكو، عاصمة البلاد. أقيم حفل وضع إكليل الزهور في زقاق الشرف في باكو بمشاركة علييف ونائبة الرئيس مهريبان علييفا. أطلقت السفن الراسية في خليج باكو أبواقها، واحتفل الأذربيجانيون في موسكو بعرض للألعاب النارية. في أذربيجان، وصفت بعض الشخصيات السياسية معركة الطلاق في الجبال (بالأذرية: Dağlarda boşanma)‏، في إشارة إلى الاسم الأرمني للسيطرة على المدينة عام 1992.

## ردود الفعل الدولية
في 8 تشرين الثاني / نوفمبر، عقب إعلان علييف، هنأ الرئيس التركي، رجب طيب أردوغان، أذربيجان أثناء مخاطبته الحشد في قوجالي، قائلاً إنه يعتقد أن ذلك يمثل «علامة على أنه سيتم تحرير بقية الأراضي المحتلة قريبًا أيضًا». كما أرسل سلجوق بيرقدار، المهندس التركي ومبتكر الطائرة بدون طيار بيرقدار تي بي 2، التي إستخدمتها أذربيجان على نطاق واسع أثناء النزاع، رسالة تهنئة. وصرح النائب الإيراني أحمد علي رضايجي في 9 تشرين الثاني (نوفمبر) أن «تحرير مدينة شوشا من الاحتلال أثبت عودة العدالة»، مضيفاً أنه «فخور وسعيد» بهذه المناسبة. كما هنأ السفير الباكستاني لدى أذربيجان الأذربيجانيين. هنأت رئيسو لاتفيا السابقة فايرا في-فرايبيرجا ورئيس الوزراء القرغيزي السابق جومارت أوتورباييف أذربيجان.